# Émile Cornic
Émile Cornic   (Sucy-en-Brie, 23 de desembre de 1894 - Brest, 20 d'agost de 1964) va ser un tirador d'esgrima francès que va competir durant la dècada de 1920.
El 1928 va prendre part en els Jocs Olímpics d'Amsterdam, on guanyà la medalla de plata en la competició d'espasa per equips del programa d'esgrima.